# ふじ君
ふじ君（ふじくん）は、中部地方(東海地方とも)・山梨県の行政機関である山梨県警察のマスコットキャラクターである。

## 概要
1986年（昭和61年）に山梨県で開催された「かいじ国体」にあわせマスコットキャラクターの公募を行ない、それをもとに準備委員会から依頼を受けた甲府市在住の忠本勝彦さんがその公募から選ばれた作品を基に富士山をイメージさせたキャラクターを製作し、大会期間中「ふじくん」として使用された。
大会期間終了後の1988年（昭和63年）に「ふじくん」の原作者の忠本勝彦さんからの承諾を得て、ランニング姿から警察官の恰好に変更した「ふじ君」を山梨県警察のキャラクターとして使用している。

## 訴訟問題
2014年（平成26年）6月6日、上述の準備委員会から依頼を受け「ふじくん」を製作したデザイナー（以下、原告）が山梨県警察を相手取り、使用差し止めと慰謝料を求め甲府地方裁判所に提訴を行なった。原告の訴訟理由として「公募から集めたモチーフ画を基に原告が製作したものであり、著作権は原告側にある。」「山梨県警に対し原作者の立場から使用承諾は出したが、改変については聞いていない。」「自分に著作権があるのに、ゴーストライターのような扱いを受けており、今回の提訴に踏み切った。」としている。これに対し山梨県警は「著作権はモチーフ画を製作し応募した原作者にあり、デザイナーはそれに手を加えた「補作者」で著作権はない。」「原作者には（改変を含めた）使用承諾を得ている（改変について著作権のないデザイナーに使用承諾を得る必要はない）。」として争う姿勢を見せていた。
裁判は東京地方裁判所に移管され、2015年（平成27年）3月25日に「原告を「ふじ君」製作者の一人として県が認めること」「県に対して慰謝料を求めないこと」で双方が和解に合意した。